# National Medal of Arts

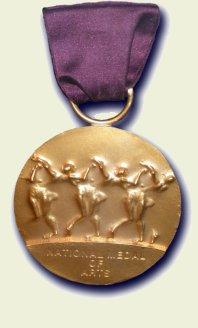
National Medal of Arts, National Endowment for the Arts, Gestaltung: Robert Graham, 1984

Die National Medal of Arts ist die bedeutendste Auszeichnung, die durch den Kongress der Vereinigten Staaten an Künstler und Förderer der Künste verliehen wird. Die Preisträger werden jährlich von der US-amerikanischen Akademie National Endowment for the Arts (NEA) nominiert und durch den Präsidenten der Vereinigten Staaten feierlich geehrt. Die Auszeichnung wurde erstmals im Jahre 1984 verliehen und der Künstler Robert Graham wurde mit dem Design der Medaille beauftragt.
Bereits 1983, vor der offiziellen Vergabe dieser Medaille, wurden Künstler und Kunstförderer mit einer Medaille auf Veranlassung und Vorschlägen des President's Committee on the Arts and the Humanities durch Ronald Reagan ausgezeichnet.
Die Medaille wurde in den ersten 25 Jahren des Bestehens über 250 Mal verliehen.

## Kontroverse
1997 weigerte sich Adrienne Rich, die National Medal for the Arts anzunehmen und sagte dazu:

„Ich kann keinen Preis von Präsident Clinton oder dem Weißen Haus annehmen, denn das, wofür Kunst steht, wie ich sie verstehe, ist mit der zynischen Politik dieser Administration unvereinbar.“

Unter der Präsidentschaft von Donald Trump wurden die National Medal of Arts für drei Jahre ausgesetzt, was möglicherweise auf sein angespanntes Verhältnis zu Kulturschaffenden zurückzuführen ist. Als die US-Regierung den Preis 2019 wieder verlieh, wurde kritisch bemerkt, dass vor allem Trump wohlgesinnte Persönlichkeiten wie der Schauspieler Jon Voight ausgewählt wurden.

## Preisträger in den 1980er Jahren
| - Elliott Carter, Komponist - Ralph Ellison, Autor - José Ferrer, Schauspieler und Regisseur - Martha Graham, Tänzerin und Choreografin - Louise Nevelson, Bildhauerin - Georgia O’Keeffe, Malerin - Leontyne Price, Konzert- und Opernsängerin - Dorothy Buffum Chandler, Kulturveranstalterin - Lincoln Kirstein, Schriftsteller - Paul Mellon, Kunstmäzen - Alice Tully, Sängerin - Hallmark Cards, Hersteller von Grußkarten |

| - Marian Anderson, Opernsängerin - Frank Capra, Filmregisseur - Aaron Copland, Komponist - Willem de Kooning, Maler - Agnes de Mille, Tänzerin und Choreografin - Eva Le Gallienne, Schauspielerin und Produzentin - Alan Lomax, Folklore- und Musikforscher - Lewis Mumford, Schriftsteller - Eudora Welty, Schriftstellerin - Dominique de Ménil, Kunstmäzenin - Exxon Corporation - Seymour Horace Knox, Kunstmäzen | - Romare Bearden, Schauspieler und Autor - Ella Fitzgerald, Jazz-Sängerin - Howard Nemerov, Autor - Alwin Nikolais, Tänzer und Choreograf - Isamu Noguchi, Bildhauer - William Schuman, Komponist - Robert Penn Warren, Schriftsteller und Dichter - J. W. Fisher, Kunstmäzen - Armand Hammer, Kunstmäzen - Mr. and Mrs. Sydney Lewis, Kunstmäzene |

| - Saul Bellow, Schriftsteller und Träger des Nobelpreis - Helen Hayes, Schauspielerin - Gordon Parks, Regisseur, Fotograf, Schauspieler, Schriftsteller und Komponist von Filmmusik - Ieoh Ming Pei, Architekt - Jerome Robbins, Tänzer und Choreograf - Rudolf Serkin, Pianist - Virgil Thomson, Komponist - Sydney J. Freedberg, Kunsthistoriker und Kurator - Roger L. Stevens, Theaterproduzent - Brooke Astor, Kunstmäzenin - Francis Goelet, Musikförderer - Obert C. Tanner, Kunstmäzen | - Leopold Adler, Denkmalschützer - Katherine Dunham, Tänzerin, Anthropologin, Choreographin, Bürgerrechtsaktivistin und Autorin - Alfred Eisenstaedt, Fotograf - Martin Friedman, Kunsthistoriker und Museumsdirektor - Leigh Gerdine, Kunstmäzenin - Dizzy Gillespie, Jazzmusiker, Komponist, Sänger, Arrangeur und Bandleader - Walker Hancock, Bildhauer - Vladimir Horowitz, Pianist - Czesław Miłosz, Dichter - Robert Motherwell, Maler - John Updike, Schriftsteller - Target Corporation |

## Preisträger in den 1990er Jahren
| - George Abbott, Drehbuchautor, Regisseur und Schauspieler - Hume Cronyn, Schauspieler und Drehbuchautor - Jessica Tandy, Schauspielerin - Merce Cunningham, Tänzer und Choreograf - Jasper Johns, Maler und Bildhauer - Jacob Lawrence, Maler - B. B. King, Blues-Gitarristen und -Sänger - David Lloyd Kreeger, Kunstmäzen - Harris & Carroll Sterling Masterson, Kunstmäzene - Ian McHarg, Landschaftsarchitekt - Beverly Sills, Opernsängerin - Southeastern Bell Corporation | - Maurice Abravanel, Dirigent - Roy Acuff, Country-Sänger und Musikverleger - Pietro Belluschi, Architekt - J. Carter Brown, Direktor der National Gallery of Art - Charles „Honi“ Coles, Stepptänzer und Choreograf - John O’Hea Crosby, Operndirektor - Richard Diebenkorn, Maler - R. Philip Hanes, Kunstmäzen - Kitty Carlisle, Schauspielerin und Sängerin - Pearl Primus, Tänzer und Choreograf - Isaac Stern, Violinist - Texaco |

| - Marilyn Horne, Opernsängerin - James Earl Jones, Autor - Allan Houser, Bildhauer - Minnie Pearl, Country-Komikerin - Robert Saudek, Fernsehproduzent - Earl Scruggs, Musiker - Robert Shaw, Dirigent - Billy Taylor, Jazzpianist - Robert Venturi, Architekt - Denise Scott Brown, Architektin - Robert Wise, Filmproduzent - AT&T - Lila Bell Wallace, Verlegerin | - Walter Annenberg, Kunstmäzen - Leonore Annenberg, Kunstmäzenin - Cab Calloway, Jazz-Sänger und Bandleader - Ray Charles, Musiker - Bess Lomax Hawes, Folksängerin - Stanley Kunitz, Lyriker - Robert Merrill, Opernsänger - Arthur Miller, Schriftsteller - Robert Rauschenberg, Maler, Grafiker, Fotograf, Objektkünstler und Wegbereiter der Pop-Art in den USA - Lloyd Richards, Schauspieler und Theaterregisseur - William Styron, Schriftsteller - Paul Taylor, Tänzer und Choreograf - Billy Wilder, Drehbuchautor, Filmregisseur und Filmproduzent |

| - Harry Belafonte, Sänger, Schauspieler und Entertainer - Dave Brubeck, Jazz-Pianist, Komponist und Bandleader - Celia Cruz, Sängerin - Dorothy DeLay, Violinpädagogin - Julie Harris, Schauspielerin - Erick Hawkins, Tänzer und Choreograf - Gene Kelly, Schauspieler, Regisseur, Tänzer und Choreograph - Pete Seeger, Folk-Musiker - Catherine Filene Shouse, Kunstmäzenin - Wayne Thiebaud, Pop-Art-Künstler - Richard Wilbur, Dichter - Young Audiences | - Licia Albanese, Opernsängerin - Gwendolyn Brooks, Dichterin - B. Gerald und Iris Cantor, Kunstmäzene - Ossie Davis und Ruby Dee, Schauspieler - David Diamond, Komponist - James Ingo Freed, Architekt - Bob Hope, Komiker, Schauspieler und Entertainer - Roy Lichtenstein, Maler - Arthur Mitchell, Tänzer und Choreograf - Bill Monroe, Countrysänger, Musiker und Komponist - Urban Gateways, Organisation für Kunsterziehung |

| - Edward Albee, Schriftsteller - Sarah Caldwell, Opern-Dirigentin und Opernleiterin - Harry Callahan, Fotograf - Zelda Fichandler, Theaterdirektor - Eduardo „Lalo“ Guerrero, Sänger, Gitarrist und Songwriter - Lionel Hampton, Jazzmusiker - Bella Lewitzky, Tänzerin und Choreografin - Vera List, Kunstmäzenin - Robert Redford, Schauspieler, Filmregisseur und Filmproduzent - Maurice Sendak, Illustrator und Kinderbuchautor. - Stephen Sondheim, Musicalkomponist und -texter - Boys Choir of Harlem | - Louise Bourgeois, Bildhauerin - Betty Carter, Jazz-Sängerin - Agnes Gund, Kunstmäzenin - Daniel Urban Kiley, Landschaftsarchitekt - Angela Lansbury, Schauspielerin - James Levine, Dirigent und Pianist - Tito Puente, Jazz-, Salsa- und Mambo-Musiker - Jason Robards, Schauspieler - Edward Villella, Tänzer und Choreograf - Doc Watson, Sänger von Country-, Bluegrass-, Gospel- und Folkliedern - MacDowell Colony |

| - Jacques d’Amboise, Ballett-Tänzer und Choreograf - Antoine „Fats“ Domino, Rhythm-and-Blues-Musiker - Ramblin’ Jack Elliott, Folksänger - Frank Gehry, Architekt und Designer - Barbara Handman, Kunstaktivistin - Agnes Martin, Künstlerin - Gregory Peck, Schauspieler - Roberta Peters, Opernsängerin - Philip Roth, Autor - Sara Lee Corporation - Steppenwolf Theatre Company - Gwen Verdon, Schauspielerin und Tänzerin | - Irene Diamond, Talentscout - Aretha Franklin, Soul-Sängerin und Pianistin - Michael Graves, Architekt und Designer - Odetta Holmes, Sängerin - Juilliard School - Norman Lear, Fernsehautor und Produzent - Rosetta LeNoire, Schauspielerin - Harvey Lichtenstein, Tänzer - Lydia Mendoza, Sängerin - George Segal, Bildhauer - Maria Tallchief, Ballett-Tänzerin |

## Preisträger in den 2000er Jahren
| - Maya Angelou, Schriftsteller und Dichter - Eddy Arnold, Countrysänger - Mikhail Baryshnikov, Tänzer - Benny Carter, Jazz-Musiker - Chuck Close, Maler - Horton Foote, Dramatiker und Drehbuchautor - Lewis Manilow, Kunstmäzen - National Public Radio - Claes Oldenburg, Bildhauer - Itzhak Perlman, Geiger - Harold Prince, Theaterregisseur und Produzent - Barbra Streisand, Schauspielerin, Sängerin, Filmregisseurin, Produzentin, Drehbuchautorin, Songschreiberin und Komponistin | - Alvin Ailey Dance Foundation, Modern Dance Company and School - Rudolfo Anaya, Schriftsteller - Johnny Cash, Sänger und Songschreiber - Kirk Douglas, Schauspieler und Produzent - Helen Frankenthaler, Malerin - Judith Jamison, Tänzerin und Choreografin - Yo-Yo Ma, Cellist - Mike Nichols, Regisseur, Drehbuchautor und Produzent |

| - Florence Knoll, Architektin und Designerin - Trisha Brown, Tänzerin und Choreografin - Philippe de Montebello, Museumsdirektor - Uta Hagen, Bühnenschauspielerin - Lawrence Halprin, Landschaftsarchitekt - Al Hirschfeld, Cartoonzeichner - George Jones, Country-Sänger - Ming Cho Lee, Designer und Lehrer - William „Smokey“ Robinson, Soul- und R&B-Sänger | - Austin City Limits, Fernsehsender des Public Broadcasting Service - Beverly Cleary, Schriftsteller - Rafe Esquith, Kunsterzieher - Suzanne Farrell, Tänzerin und Choreografin - Buddy Guy, Blues-Musiker - Ron Howard, Schauspieler, Regisseur und Filmproduzent - Mormon Tabernacle Choir - Leonard Slatkin, Dirigent - George Strait, Countrysänger und Songschreiber - Tommy Tune, Tänzer und Choreograf |

| - Andrew W. Mellon Foundation - Ray Bradbury, Schriftsteller - Carlisle Floyd, Opernkomponist - Frederick Hart, Bildhauer - Anthony Hecht, Dichter - John Ruthven, Künstler - Vincent Scully, Architekturhistoriker - Twyla Tharp, Choreografin und Ballettmeisterin | - Louis Auchincloss, Schriftsteller - James DePreist, Dirigent - Paquito D’Rivera, kubanischer Jazzmusiker - Robert Duvall, Schauspieler und Regisseur - Leonard Garment, Kunstanwalt - Ollie Johnston, Trickfilmer - Wynton Marsalis, Jazztrompeter - Pennsylvania Academy of the Fine Arts - Tina Ramirez, Tänzerin und Choreografin - Dolly Parton, Countrysänger und Songschreiber |

| - William Bolcom, Komponist - Cyd Charisse, Tänzerin - Roy DeCarava, Fotograf - Wilhelmina Cole Holladay, Kunstmäzenin - Interlochen Center for the Arts - Erich Kunzel, Dirigent - Preservation Hall Jazz Band, Jazz-Ensemble - Gregory Rabassa, Übersetzer - Viktor Schreckengost, Industriedesigner und Bildhauer - Ralph Stanley, Blues-Musiker | - Morten Lauridsen, Komponist - Navarre Scott Momaday, Schriftsteller und Maler - Craig Noel, Direktor - Roy Neuberger, Kunstmäzen - Les Paul, Musiker - Henry Z. Steinway, Kunstmäzen - George Tooker, Maler - Andrew Wyeth, Maler - Lionel Hampton Jazz Festival (University of Idaho) |

| - Olivia de Havilland, Schauspielerin - Fisk Jubilee Singers, Chor - Ford’s Theatre Society, Theater und Museum - Hank Jones, Jazzmusiker - José Limón Dance Foundation, Modern Dance Institut - Stan Lee, Comicautor und -redakteur - Jesús Moroles, Bildhauer - Presser Foundation, Musik-Mäzen - Sherman Brothers, Songwriter | - Bob Dylan, Sänger und Songwriter - Clint Eastwood, Schauspieler und Filmregisseur - Milton Glaser, Grafikdesigner - Maya Lin, Künstlerin, Architektin und Denkmalgestalterin - Rita Moreno, Schauspielerin und Sängerin - Jessye Norman, Sopranistin - Joseph P. Riley, Politiker - Frank Stella, Maler und Bildhauer - Michael Tilson Thomas, Dirigent - John Williams, Komponist - Oberlin Conservatory of Music - School of American Ballet |

## Preisträger in den 2010er Jahren
| - Robert Brustein, Theaterkritiker und Dramatiker - Van Cliburn, Pianist - Mark di Suvero, Bildhauer - Donald Hall, Dichter - Jacob’s Pillow Dance Festival - Quincy Jones, Komponist und Musikproduzent - Harper Lee, Schriftstellerin - Sonny Rollins, Saxophonist - Meryl Streep, Schauspielerin - James Taylor, Sänger und Songwriter | - Will Barnet, Maler - Rita Dove, Dichterin - Al Pacino, Schauspieler - Emily Rauh Pulitzer, Philanthropin, Mäzenin - Martin Puryear, Bildhauer - Mel Tillis, Sänger und Songwriter - United Service Organizations - André Watts, Pianist |

| Das Weiße Haus veröffentlichte wieder gemeinfreie Fotos und ein Video von der Preisverleihung sowie Kurzbegründungen für die Preisträger: - Herb Alpert, Musiker - Lin Arison, Kunstpädagogin - Joan Myers Brown, Tanzpädagogin - Renée Fleming, Opernsängerin - Ernest Gaines, Schriftsteller - Ellsworth Kelly, Maler - Tony Kushner, Drehbuchautor - Elaine May, Schauspielerin - Laurie Olin, Landschaftsarchitekt - Allen Toussaint, Musikproduzent - Washington Performing Arts Society | - Julia Alvarez, Autorin - Joan Harris, Kunstmäzenin - Bill T. Jones, Tänzer und Choreograf - Jeffrey Katzenberg, Filmproduzent - Maxine Hong Kingston, Autorin - John Kander, Komponist - Albert Maysles, Kameramann und Regisseur - Linda Ronstadt, Sängerin - Tod Williams und Billie Tsien, Architekten - James Turrell, Künstler - Brooklyn Academy of Music - George Lucas, Filmproduzent und Regisseur |

| - John Baldessari, Konzeptkünstler - Ping Chong, Choreograf und Bühnenregisseur - Míriam Colón, Schauspielerin - The Doris Duke Charitable Foundation, von Doris Duke gegründete Wohltätigkeitsorganisation - Sally Field, Schauspielerin - Ann Hamilton, Künstlerin - Stephen King, Schriftsteller - Meredith Monk, Sängerin und Performancekünstlerin - George Shirley, Opernsänger - University Musical Society, Einrichtung der University of Michigan zur Kunstförderung - Tobias Wolff, Schriftsteller | - Mel Brooks, Schauspieler und Regisseur - Sandra Cisneros, Schriftstellerin - Eugene O’Neill Theater Center, Theaterkompanie - Morgan Freeman, Schauspieler und Regisseur - Philip Glass, Komponist - Berry Gordy, Musikproduzent - Santiago Jiménez jr., Folkmusiker - Moisés Kaufman, Dramatiker - Ralph Lemon, Tänzer und Choreograf - Audra McDonald, Schauspielerin und Musikerin - Luis Valdez, Schriftsteller und Regisseur - Jack Whitten, Maler |

In den Jahren 2016–2018 gab es keine Preisträger.
| - Alison Krauss, Sängerin - Sharon Percy Rockefeller, Kunstmäzenin - The Musicians of the United States Military, Militärmusiker - Jon Voight, Schauspieler |

## Preisträger in den 2020er Jahren

### Preisträger des Jahres 2020
- Toby Keith, Country-Sänger und Schauspieler[6]
- Ricky Skaggs, Country- und Bluegrass-Musiker[6]
- Mary Costa, Sopranistin[6]
- Nick Út, Fotograf[6]
- Earl Alexander Powell III, Kunsthistoriker und ehemaliger Museumsdirektor der National Gallery of Art[6]

### Preisträger des Jahres 2021
- Judith Francisca Baca, Künstlerin[7]
- Fred Eychaner, Geschäftsmann und Philanthrop[7]
- Jose Feliciano, Sänger und Gitarrist[7]
- Mindy Kaling, Schauspielerin[7]
- Gladys Knight, Soul-Sängerin und Schauspielerin[7]
- Julia Louis-Dreyfus, Schauspielerin[7]
- Antonio Martorell, Maler[7]
- Joan Shigekawa, Filmproduzentin[7]
- Bruce Springsteen, Rock-Sänger, Gitarrist und Komponist[7]
- Vera Wang, Modedesignerin[7]
- The Billie Holiday Theatre[7]
- The International Association of Blacks in Dance[7]

### Preisträger des Jahres 2023
- Mark Bradford, Künstler
- Ken Burns, Dokumentarfilmer
- Bruce Cohen, Filmregisseur und -produzent
- Alex Katz, Maler
- Jo Carole Lauder, Museumsdirektorin
- Spike Lee, Filmschaffender
- Queen Latifah, Musikerin und Schauspielerin
- Selena Quintanilla, Sängerin
- Steven Spielberg, Filmregisseur und -produzent